# 纹章院

紋章院的徽章

联合王国纹章院（英語：College of Arms）是英國的一個皇室機構，於1484年建立。由英國君主任命的紋章官組成，代表英國皇室處理各種和紋章有關的事務。
事實上，早在12世紀就有紋章官（Herald）的出現。開始時，紋章官類似依附於貴族之奴僕，地位相當於魔術師及吟遊詩人。後來被當成比武會上的司儀，宣佈比武項目及騎士名單。為識別騎士，必須對盾牌上之盾紋有所瞭解及認識，因而產生了紋章藝術的知識和技能。13世紀時，紋章官主要的工作是處理貴族事務。到了14世紀，紋章官之權力有所擴大。15世紀初，最高紋章官（Kings of Arms）已能授命給低級貴族頒贈封號。到了國王停止直接授與紋章時，此一權力便由紋章院代行。

## 历史

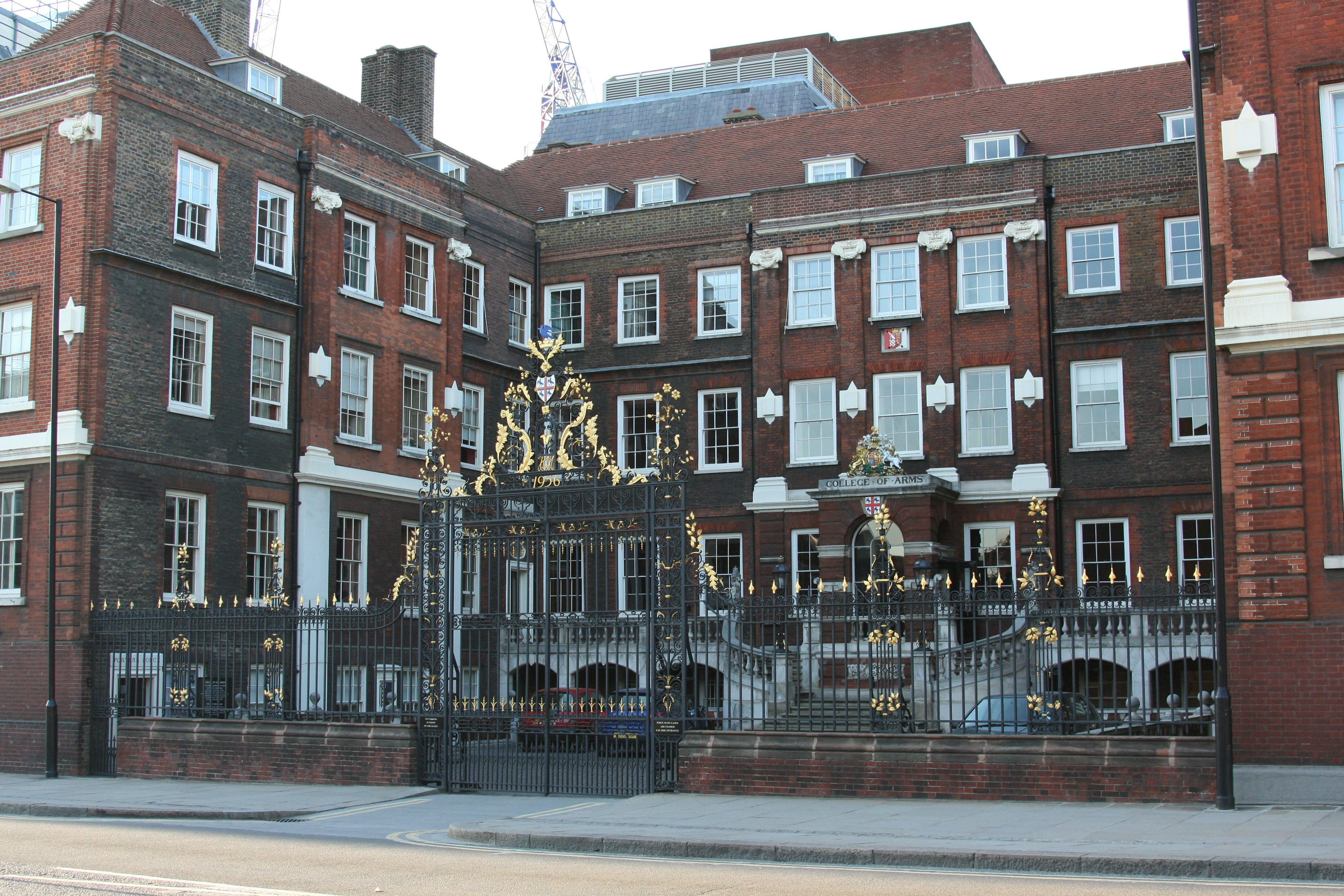
伦敦维多利亚女王大街的紋章院建筑

- 高級紋章官：
  - 嘉德首席纹章官（英語：Garter Principal King of Arms），其头衔参考自嘉德勋章1417年亨利五世创立
  - 克拉伦斯纹章官，管轄特伦特河（River Trent）以南和英格兰部分省的紋章院長官
  - 诺罗伊和阿尔斯特纹章官，管轄特伦特河以北和北愛爾蘭阿爾斯特的紋章院長官
- 紋章官：
  - 约克纹章官
  - 兰开斯特纹章官
  - 里奇蒙纹章官
  - 萨默塞特纹章官
  - 温莎纹章官
  - 约克纹章官
- 纹章官助理：
  - 蓝斗篷纹章官助理
  - 铁闸门纹章官助理
  - 圣乔治十字纹章官助理
  - 龙骑兵纹章官助理

纹章官的薪水（免税）：
- 嘉德纹章官每年£49.07
- 各郡纹章官每年£20.25
- 纹章官每年£17.80
- 纹章官助理每年£13.95

下属办公室：
- 阿伦德尔（Arundel Herald Extraordinary）
- 包蒙（Beaumont Herald Extraordinary）
- 马尔特拉夫斯（Maltravers Herald Extraordinary）
- 诺福克（Norfolk Herald Extraordinary）
- 萨里（Surrey Herald Extraordinary）
- 威尔士（Wales Herald Extraordinary）
- 菲查伦（Fitzalan Pursuivant Extraordinary）